# بازده روشنایی
بازده روشنایی (به انگلیسی: Luminous efficacy) معیاری است برای سنجش عملکرد یک منبع نور در تولید نور مرئی. بازده روشنایی برابر است با نسبت شار به توان روشنایی. با توجه به مسئله، منظور از توان ممکن است توان تابشی یا توان مصرفی منبع باشد.
این که کدام مفهوم از این واژه در نظر گرفته شده‌است را معمولاً باید از چهارچوب مسئله استنباط کرد و گاهی مشخص نیست. مفهوم اول گاهی با نام بازده روشنایی تابش و مفهوم دوم با نام بازده روشنایی منبع یا بهرهٔ نوری شناخته می‌شود.
بهرهٔ نوری، معیاری است برای بازدهی منبع در تولید نور مرئی از الکتریسیته. در مقابل، بازده روشنایی تابش، مشخص می‌کند که یک مقدار تابش الکترومغناطیسی مشخص، تا چه حد در تولید نور مرئی موفق است و به صورت نسبت شار نوری به شار تابشی بیان می‌شود. همهٔ طول موج‌های نور به یک اندازه رویت‌پذیر نیستند، به عبارت دیگر به یک اندازه در تحریک دید انسان مؤثر نیستند، زیرا چشم انسان دارای حساسیت طیفی است. تابش در محدودهٔ طیف‌های فروسرخ و فرابنفش برای نوردهی بی‌فایده‌است. در کل، بازده روشنایی منبع، به عملکرد آن منبع در تبدیل انرژی به تابش الکترومغناطیسی و عملکرد چشم انسان در تشخیص آن تابش بستگی دارد.

## اثرگذاری و بهره‌وری
در برخی دستگاه‌های یکا، شار نوری و شار تابشی دارای یکای یکسانی هستند. در چنین شرایطی بازده روشنایی کمیت بدون بعد خواهد بود. در این حالت می‌توان آن را بهره‌وری نوری یا بازده نوری نامید و به صورت درصدی بیان کرد. اغلب، یکاها را به گونه‌ای انتخاب می‌کنند تا بیشینهٔ اثرگذاری ممکن (۶۸۳ لومن بر وات) به بهره‌وری ۱۰۰٪ بینجامد. تفاوت بین اثرگذاری و بهره‌وری گاهی در اثرهای چاپی مورد توجه قرار نمی‌گیرد، بنابراین خیلی جاها ممکن است بهره‌وری‌ها بر حسب لومن بر وات بیان شود، یا اثرگذاری‌ها بر حسب درصد.
ضریب نوری همان بهره‌وری نوری است و مقداری بین ۰ تا ۱ دارد که در ۱ بازده روشنایی معادل ۶۸۳ لومن بر وات خواهد بود.

## بازده روشنایی تابش

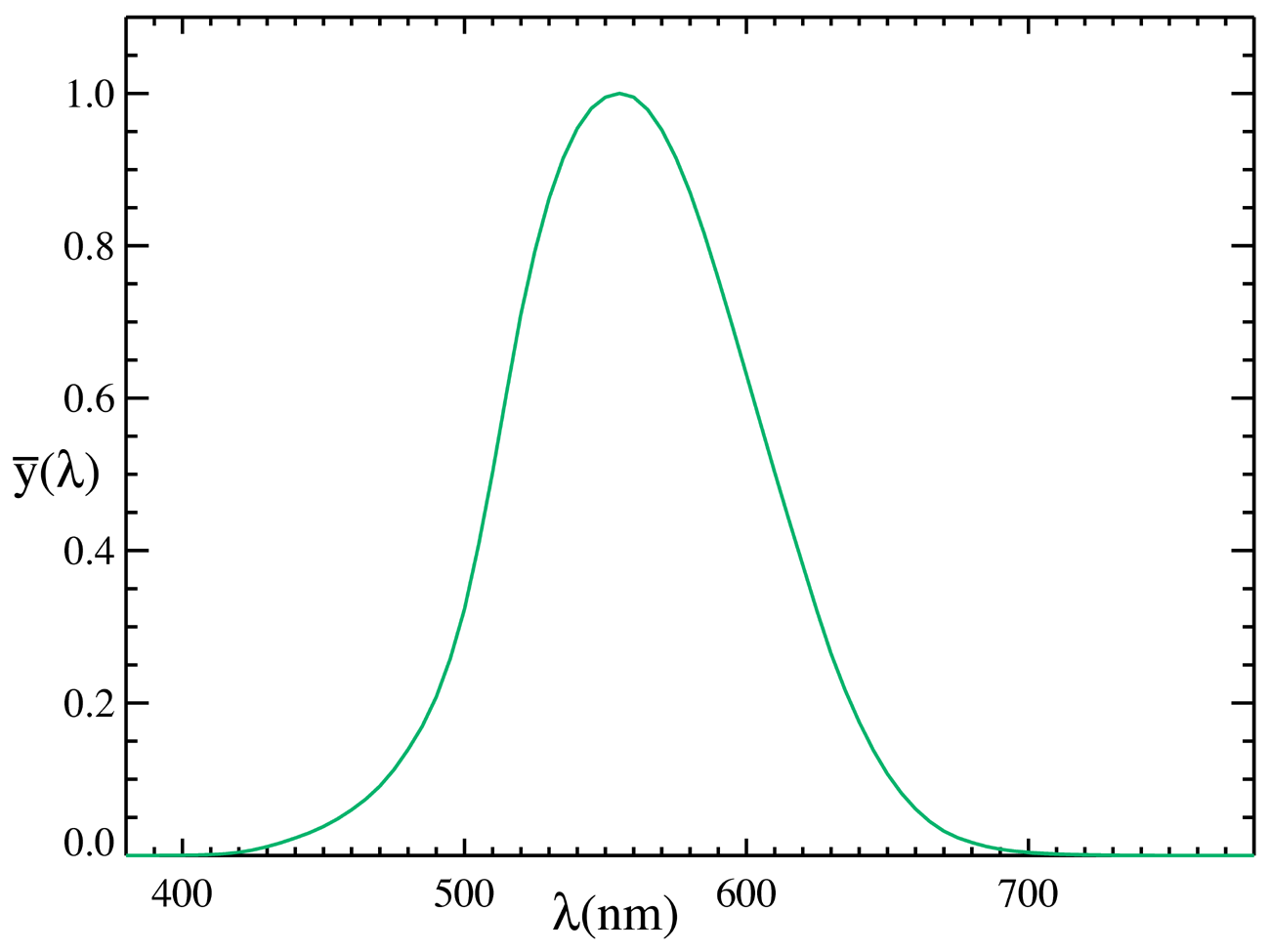
حساسیت معمول چشم انسان به نور، مطابق استاندارد سی‌آی‌ئی در ۱۹۲۴ میلادی. محور افقی نمایانگر طول موج بر حسب نانومتر است

طول موج‌های خارج از طیف مرئی برای مقاصد روشنایی مناسب نیستند زیرا با چشم انسان دیده نمی‌شوند. از این گذشته چشم انسان به برخی از طول موج‌های طیف مرئی هم حساسیت بیشتری دارد. حساسیت چشم انسان به این طول موج‌ها با تابع درخشندگی مشخص می‌شود که یک تابع استاندارد برای مشخص‌کردن حساسیت یک چشم معمولی در یک محیط روشن (دید خوب) است. برای محیط‌های کم‌نور (دید کم) هم می‌توان منحنی مشابهی تعریف کرد. در مواردی که این موضوع مشخص نباشد فرض بر این است که محیط روشن است.
بازده روشنایی مشخص می‌کند که چه کسری از توان الکترومغناطیسی، برای روشن‌کردن محیط مناسب است. این عدد با تقسیم‌کردن شار نوری بر شار تابشی به دست می‌آید. نوری که طول موجی خارج از طیف مرئی داشته باشد، بازده روشنایی پایین‌تری خواهد داشت زیرا این بخش از طیف توان تابشی خودش را دارد، اما توان نوری‌اش صفر است. طول موج‌هایی که نزدیک به بیشینهٔ حساسیت چشم هستند، نسبت به طول موج‌هایی که در مرزهای طیف مرئی هستند در بازده روشنایی مؤثرترند.
در دستگاه بین‌المللی یکاها که بازده روشنایی بر حسب لومن بر وات (lm/W) اندازه‌گیری می‌شود، بیشینهٔ بازده روشنایی در محیط روشن می‌تواند ۶۸۳ لومن بر وات، در نور تک‌فام و با فرکانس ۵۵۵ نانومتر (سبز)، باشد. در محیط تاریک، بیشترین بازده روشنایی می‌تواند تا ۱۷۰۰ لومن بر وات، برای باریکهٔ نور در فرکانس ۵۰۷ نانومتر، افزایش یابد.

### نمونه‌ها

تابش طیفی یک جسم سیاه. انرژی بیرون بازهٔ طیف مرئی (~۳۸۰–۷۵۰ نانومتر، نمایش‌داده شده با خطوط خاکستری نقطه‌چین) بازده روشنایی را کاهش می‌دهند.

بازده روشنایی یک تابش‌گر جسم‌سیاه برحسب دما

| نوع                                                              | بازده روشنایی تابش (lm/W) | بازده روشنایی |
| ---------------------------------------------------------------- | ------------------------- | ------------- |
| لامپ تنگستن معمولی در دمای ۲۸۰۰ K                                | 15                        | ۲٪            |
| ستاره‌های کلاس اِم (قلب عقرب، ابط‌الجوزا) ۳۰۰۰ کلوین                | ۳۰                        | ۴٪            |
| تابش جسم سیاه ایده‌آل در ۴۰۰۰ K                                   | 54.7                      | ۸٫۰٪          |
| ستاره‌های کلاس جی (خورشید، سروش)، ۵۸۰۰ K                          | 93                        | ۱۳٫۶٪         |
| تابشگر سیاه ایده‌آل ۷۰۰۰ K                                        | 95                        | ۱۴٪           |
| بدنهٔ سیاه ایده‌آل ۵۸۰۰ K، گردشده به ۴۰۰–۷۰۰ nm (چشمهٔ سفید ایده‌آل) | 251                       | ۳۷٪           |
| چشمهٔ تکفام ۵۵۵ nm ایده‌آل                                         | 683                       | ۱۰۰٪          |

## بهرهٔ نوری
منابع نور مصنوعی معمولاً با معیار بازده روشنایی منبع ارزیابی می‌شوند که گاهی به آن مجموع بازده روشنایی منبع نیز می‌گویند. این مقدار برابر است با نسبت بین شار نوری تابیده‌شده به کل توان ورودی مصرفی (الکتریکی یا…). این معیار نشان می‌دهد که بازده روشنایی منبع با هدف منحنی حساسیت طیفی (تابع درخشندگی) چگونه است. اگر بازده روشنایی منبع به صورت بدون بُعد بیان شود (مثلاً به صورت کسری از بیشینهٔ اثرگذاری ممکن) ممکن از آن با نام بهره نوری یاد کنند.
تفاوت اصلی بازده روشنایی تابش و بازده روشنایی منبع در این است که دومی نمایانگر انرژی تلف‌شده (به صورت گرما یا هر خروجی دیگری به غیر از موج الکترومغناطیس) است اما بازده روشنایی تابش بیانگر یک خاصیت پرتو تابیده‌شده از منبع است. بازده روشنایی منبع یک خاصیت منبع است.

### نمونه‌ها
جدول زیر بازده روشنایی یک منبع و بهرهٔ نوری منابع مختلف را نمایش می‌دهد:
| رده‌بندی             | گونه                                                       | مجموع بازده روشنایی (lm/W) | مجموع بازده روشنایی |
| ------------------- | ---------------------------------------------------------- | -------------------------- | ------------------- |
| احتراقی             | شمع                                                        | 0.3                        | ۰٫۰۴٪               |
| احتراقی             | gas mantle                                                 | 1–2                        | ۰٫۱۵–۰٫۳٪           |
| لامپ رشته‌ای         | 100–200 W tungsten incandescent (230 V)                    | 13.8–15.2                  | ۲٫۰–۲٫۲٪            |
| لامپ رشته‌ای         | 100–200–500 W tungsten glass halogen (230 V)               | 16.7–17.6–19.8             | ۲٫۴–۲٫۶–۲٫۹٪        |
| لامپ رشته‌ای         | 5–40–100 W tungsten incandescent (120 V)                   | 5–12.6–17.5                | ۰٫۷–۱٫۸–۲٫۶٪        |
| لامپ رشته‌ای         | 2.6 W tungsten glass halogen (5.2 V)                       | 19.2                       | ۲٫۸٪                |
| لامپ رشته‌ای         | tungsten quartz halogen (12–24 V)                          | ۲۴                         | ۳٫۵٪                |
| لامپ رشته‌ای         | photographic and projection lamps                          | 35                         | ۵٫۱٪                |
| ال‌ئی‌دی              | white LED (raw, without power supply)                      | ۴٫۵–۱۵۰                    | ۰٫۶۶–۲۲٫۰%          |
| ال‌ئی‌دی              | 4.1 W LED screw base lamp (120 V)                          | ۵۸٫۵–۸۲٫۹                  | ۸٫۶–۱۲٫۱%           |
| ال‌ئی‌دی              | 5.4 W LED screw base lamp (100 V 50/60 Hz)                 | ۱۰۱٫۹                      | ۱۴٫۹%               |
| ال‌ئی‌دی              | 6.9 W LED screw base lamp (120 V)                          | ۵۵٫۱–۸۱٫۹                  | ۸٫۱–۱۲٫۰%           |
| ال‌ئی‌دی              | 7 W LED PAR20 (120 V)                                      | ۲۸٫۶                       | ۴٫۲%                |
| ال‌ئی‌دی              | 7 W LED PAR20 (110-230 V)                                  | ۶۰٫۰                       | ۸٫۸%                |
| ال‌ئی‌دی              | 8.7 W LED screw base lamp (120 V)                          | ۶۹٫۰–۹۳٫۱                  | ۱۰٫۱–۱۳٫۶%          |
| ال‌ئی‌دی              | Theoretical limit (white LED)                              | ۲۶۰٫۰–۳۰۰٫۰                | ۳۸٫۱–۴۳٫۹%          |
| لامپ قوسی           | لامپ قوسی زنون                                             | 30–50                      | ۴٫۴–۷٫۳٪            |
| لامپ قوسی           | لامپ قوسی جیوه-زنون                                        | 50–55                      | ۷٫۳–۸٫۰٪            |
| لامپ مهتابی         | T12 tube with magnetic ballast                             | 60                         | ۹٪                  |
| لامپ مهتابی         | 9–32 W لامپ فلوئورسنت فشرده                                | 46–75                      | 8–11.45%            |
| لامپ مهتابی         | T8 tube with electronic ballast                            | 80–100                     | ۱۲–۱۵٪              |
| لامپ مهتابی         | PL-S 11 W U-tube, excluding ballast loss                   | 82                         | ۱۲٪                 |
| لامپ مهتابی         | T5 tube                                                    | 70–104.2                   | ۱۰–۱۵٫۶۳٪           |
| تخلیهٔ گاز           | 1400 W sulfur lamp                                         | 100                        | ۱۵٪                 |
| تخلیهٔ گاز           | لامپ متال هالاید                                           | 65–115                     | ۹٫۵–۱۷٪             |
| تخلیهٔ گاز           | لامپ سدیم پرفشار                                           | 85–150                     | ۱۲–۲۲٪              |
| تخلیهٔ گاز           | لامپ سدیم کم‌فشار                                           | 100–200                    | ۱۵–۲۹٪              |
| Cathodoluminescence | electron stimulated luminescence                           | 30                         | ۵٪                  |
| منابع ایده‌آل        | Truncated 5800 K blackbody                                 | 251                        | ۳۷٪                 |
| منابع ایده‌آل        | Green light at 555 nm (maximum possible luminous efficacy) | 683.002                    | ۱۰۰٪                |

## واژه‌نامه
1. ↑  luminous efficacy of radiation
2. ↑  luminous efficacy of a source
3. ↑  Lighting efficiency
4. ↑  luminous efficiency
5. ↑  photopic vision
6. ↑  Scotopic vision